# Гайчук Павло Федорович
Павло Федорович Гайчу́к (справжнє прізвище — Гальчук; 30 червня 1906, Новогеоргіївськ — 26 листопада 1956, Київ) — український радянський оперний співак (бас профундо). Заслужений артист УРСР з 1953 року. Чоловік скульпторки Таїсії Гайчук-Раздорської, батько художника Василя Гайчука.

## Біографія
Народився 17 [30] червня 1906 року в місті Новогеоргіївську (нині затоплене водами Кременчуцького водосховища, Україна). У 1937—1941 роках навчався у Київській консерваторії, де був учнем Федора Дроздо-Поляєва.
Артистичну діяльність розпочав 1941 року концертами в Києві. Протягом 1945—1951 років — соліст Одеського оперного театру; у 1951—1956 роках — Київського оперного театру. Помер у Києві 26 листопада 1956 року.

## Творчість
Володів могутнім голосом широкого діапазону. Виконав партії:
- Фараон, Спарафучільо («Аїда», «Ріголетто» Джузеппе Верді);
- Слуга («Демон» Антона Рубінштейна);
- Пімен, Досифей («Борис Годунов», «Хованщина» Модеста Мусоргського);
- Тур («Богдан Хмельницький» Костянтина Данькевича);
- Кирдяга («Тарас Бульба» Миколи Лисенка);
- Кончак («Князь Ігор» Олександра Бородіна);
- Фрол («В бурю» Тихона Хрєнникова).
- Гремін («Євгеній Онєгін» Петра Чайковського).

У концертах виконував українські народні пісні та арії з опер українських композиторів.
У 1951 році взяв участь у Декаді української літератури та мистецтва в Москві.